# Fred Waring
 Fred Waring (* 9. Juni 1900 in Tyrone, Pennsylvania; † 29. Juli 1984 in State College, Pennsylvania) war ein populärer US-amerikanischer Musiker und Bandleader. Bekannt wurde er vor allem durch seine Radio- und Fernsehshows, die ihm zu dem Beinamen “The Man who taught America how to sing” ‚„Der Mann der Amerika das Singen lehrte“‘ verhalfen. Er gilt als einer der Pioniere des amerikanischen Showbusiness und ist einer der wenigen Stars, denen drei Sterne auf dem Hollywood Walk of Fame gewidmet sind.

## Leben
Fred Waring wurde als Fredrick Malcolm Waring in Tyrone im Blair County geboren. Seine Eltern waren Jesse und Frank Waring, die noch einen weiteren Sohn namens Tom hatten. Während seiner Teenagerzeit gründeten Fred, Tom und ihr gemeinsamer Freund Poley McClintock das Waring-McClintock Snap Orchestra, das sich später in Fred Waring’s Banjo Orchestra umbenannt hat. Die Band hatte erste Auftritte auf College- und Universitätsparties und erreichte eine gewisse lokale Bekanntheit.
An der Pennsylvania State University studierte er einige Zeit lang Architektur und Bauingenieurwesen, bis sein „Banjo Orchestra“ schließlich so erfolgreich wurde, dass er das Studium aufgab, um mit der Band, die sich mittlerweile Fred Waring and his Pennsylvanians nannte, auf Tournee gehen zu können. Von 1923 bis 1932 waren „Waring’s Pennsylvanians“ eine der bestverkauften Bands des damals größten Schallplattenlabels Victor Records.
Zum Ende des Jahres 1932 wechselte Fred Waring ins Radio, wo er in den Jahren während des Zweiten Weltkriegs und bis zu den frühen 1950er-Jahren sehr erfolgreiche Shows und Sendungen präsentierte. Zusätzlich konnte er mit seiner Fred Waring Show zwischen 1948 und 1954 wöchentlich auf CBS auftreten.

## Fred Waring und die Rechte der Interpreten
Waring war in den USA einer der ersten Musiker, der sich als Lobbyist für die Anerkennung von Interpretenrechten starkmachte. Anders als die Komponisten für ihre Werke – auf deren Seite bereits seit vielen Jahren eine Verwertungsgesellschaft, die ASCAP, existierte – erhielten ausübende Musiker – Instrumentalisten, Sänger, Dirigenten – Anfang der 1930er Jahre in den USA kein Urheberrecht an ihren Tonaufnahmen und demzufolge keine Tantiemen für deren Nutzung in Tanzlokalen und vor allem im Rundfunk. Die damals bereits mächtige Musikergewerkschaft AFM engagierte sich in dieser Hinsicht nicht, da ihr Interesse dahin ging, Tonaufnahmen generell zu bekämpfen, um Arbeitsplätze für Livemusiker und Rundfunkmusiker zu erhalten. Diese Position erschien Waring als nicht mehr interessengerecht, da ihm bewusst war, wie populär die Verwendung von Tonaufnahmen im Rundfunk und deren Reichweite war. 1934/1935 gründete er daher die National Organisation of Performing Artists (NAPA), um Verwertungsrechte der ausübenden Musiker an ihren Aufnahmen durchzusetzen. Mit Hilfe des New Yorker Rechtsanwalts Maurice J. Speiser – zu dessen sonstigen Mandanten unter anderem Ernest Hemingway zählte – gelang es Waring tatsächlich, 1937 vor dem obersten Gericht des Bundesstaates Pennsylvania ein entsprechendes Recht zu erstreiten. Auf Grundlage des Common Law des Staates sprach ihm der Supreme Court des Staates einen Anspruch auf Tantiemen gegen die WDAS Broadcasting Station zu, die seine Aufnahmen im Rundfunk verwendet hatte. Allerdings hätte eine entsprechende Entscheidung für jeden weiteren Bundesstaat der USA gesondert erstritten werden müssen, da es an einer entsprechenden bundesgesetzlichen Regelung fehlte. Dieser Versuch scheiterte, als 1940 ein New Yorker Gericht in einem ebenfalls von der NAPA betriebenen Verfahren durch den bedeutenden Richter Learned Hand eine gegenteilige Entscheidung fällte: Nach der Veröffentlichung verbliebe dem Interpreten kein Recht mehr an der von ihm erstellten Tonaufnahme. Diese Auffassung setzte sich für ca. ein Jahrzehnt in den USA durch. Trotzdem bleibt es Warings Verdienst, die wichtige Frage der Interpretenrechte in den USA in den Fokus der juristischen Diskussion gerückt zu haben.

## Der Waring-Mixer
In den 1930er-Jahren kam der Erfinder Frederick Jacob Osius zu Waring, um ihn um finanzielle Unterstützung für einen elektrischen Standmixer zu bitten, den er patentiert hatte. Das Osius-Patent (#2,109,501) wurde am 13. März 1937 eingereicht und am 1. März 1938 erteilt. Nach erheblichen Investitionen wurde Warings „Miracle Mixer“ während der „National Restaurant Show“ in Chicago eingeführt und für 29,75 US-Dollar angeboten. 1938 benannte Fred Waring seine „Miracle Mixer Corporation“ in „Waring Corporation“ um und der Mixer wurde als „Waring Blendor“ angeboten (das „o“ in blendor sollte eine geringfügige Unterscheidung zu „blender“ sein – englisch für Mixer).
Der „Waring Blendor“ wurde ein wichtiges Werkzeug in Krankenhäusern bei der Einführung spezifischer Diäten sowie in der wissenschaftlichen Forschung. Jonas Salk verwendete ihn, als er seinen Impfstoff gegen Kinderlähmung entwickelte. 1954 wurde der millionste „Waring Blendor“ verkauft.

## Auszeichnungen und Preise
1983 erhielt er für seine Verdienste die Congressional Gold Medal von Präsident Ronald Reagan verliehen. Außerdem wurde ihm je ein Stern auf dem Hollywood Walk of Fame/Kategorie Musikaufnahmen, dem Hollywood Walk of Fame/Kategorie Radio und dem Hollywood Walk of Fame/Kategorie Fernsehen zuerkannt.